# Ylivaara
Ylivaara är ett berg i Finland.   Det ligger i den ekonomiska regionen  Fjäll-Lappland  och landskapet Lappland, i den norra delen av landet, 900 km norr om huvudstaden Helsingfors. Toppen på Ylivaara är 533 meter över havet.
Terrängen runt Ylivaara är huvudsakligen platt, men åt sydväst är den kuperad.  Trakten runt Ylivaara är nära nog obefolkad, med mindre än två invånare per kvadratkilometer. Närmaste större samhälle är Enontekis, 19,7 km söder om Ylivaara. Omgivningarna runt Ylivaara är i huvudsak ett öppet busklandskap.